# Sandau (Elbe)
Sandau (Elbe) ist eine Stadt im Landkreis Stendal in Sachsen-Anhalt und gehört der Verbandsgemeinde Elbe-Havel-Land an. Sandau ist die kleinste Stadt in Sachsen-Anhalt und eine der kleinsten Städte in Deutschland.

Karte von Sandau (Mitte des 18. Jahrhunderts)

## Geografie
Die Kleinstadt Sandau (Elbe) liegt am östlichen Ufer der Elbe, fünf Kilometer südwestlich von Havelberg. Westlich der Stadt liegt das Fauna-Flora-Habitat-Gebiet „Elbaue zwischen Sandau und Schönhausen“.

## Geschichte
In einer spätestens 1192 ausgestellten Urkunde wird ein Dorf Sandau als Villa Sandowe erstmals erwähnt. Im Jahre 1272 wurde der Stadt Sandow eine freie Fähre verliehen. In diesem Jahr wurde Sandau zum ersten Mal als „Stadt“ erwähnt. Weitere Nennungen sind 1282 Sandow, 1284 Zandow, 1308 consules civitatis Sandow (Rat der Stadt Sandau).
Mit dem Vertrag von 1354 traten Ludwig der Römer und Otto, Markgrafen von Brandenburg, Stadt und Land Sandau an das Erzstift Magdeburg ab, bei dem es verblieb.
Im April 1945 wurde die Stadt zu 80 % zerstört, nachdem eine in der Nähe stationierte Einheit der Waffen-SS die Übergabe unterbunden und einen US-amerikanischen Parlamentär erschossen hatte. Nach zwölftägigem Artilleriebeschuss durch linkselbisch stationierte US-Truppen besetzten diese die kleine rechtselbisch gelegene Stadt am 25. April 1945.

### Eingemeindungen
Ab 1680 war Sandau als Immediatstadt direkt dem brandenburg-preußischen Herzogtum Magdeburg unterstellt und lag bis 1807 im zweiten Distrikt des Jerichowschen Kreises. Sie war die nördlichste Stadt des Herzogtums. 1816 kam sie zum Kreis Jerichow II, dem späteren Landkreis Jerichow II in der preußischen Provinz Sachsen, der ab dem 15. Juni 1950 Landkreis Genthin hieß.
Am 20. Juli 1950 wurde die bis dahin eigenständige Gemeinde Wulkau nach Sandau eingemeindet.
Am 1. Januar 1957 wurde der Ortsteil Wulkau wieder aus der Stadt Sandau (Elbe) ausgegliedert und entstand als politisch selbstständige Gemeinde neu.
Am 25. Juli 1952 wurde die Stadt dem Kreis Havelberg zugeordnet. Am 1. Juli 1994 kam Sandau schließlich zum heutigen Landkreis Stendal.

### Einwohnerentwicklung
| Jahr | Einwohner |
| ---- | --------- |
| 1779 | [0]1274   |
| 1782 | [0]1381   |
| 1818 | [0]1449   |
| 1840 | [0]1882   |
| 1864 | [00]2187  |
| 1867 | 2241      |

| Jahr | Einwohner |
| ---- | --------- |
| 1871 | 2143      |
| 1905 | 1834      |
| 1910 | 1811      |
| 1925 | 1724      |
| 1933 | 1794      |
| 1939 | 1927      |

| Jahr | Einwohner |
| ---- | --------- |
| 1946 | 1632      |
| 1964 | 1296      |
| 1971 | 1282      |
| 1990 | [00]1069  |
| 2006 | [00]1005  |
| 2011 | [00]0934  |

| Jahr | Einwohner |
| ---- | --------- |
| 2015 | [00]881   |
| 2018 | [00]849   |
| 2019 | [00]838   |
| 2020 | [00]830   |
| 2021 | [00]830   |

Quellen: 1867 bis 1971 Unterlagen der Volkszählung

## Religionen

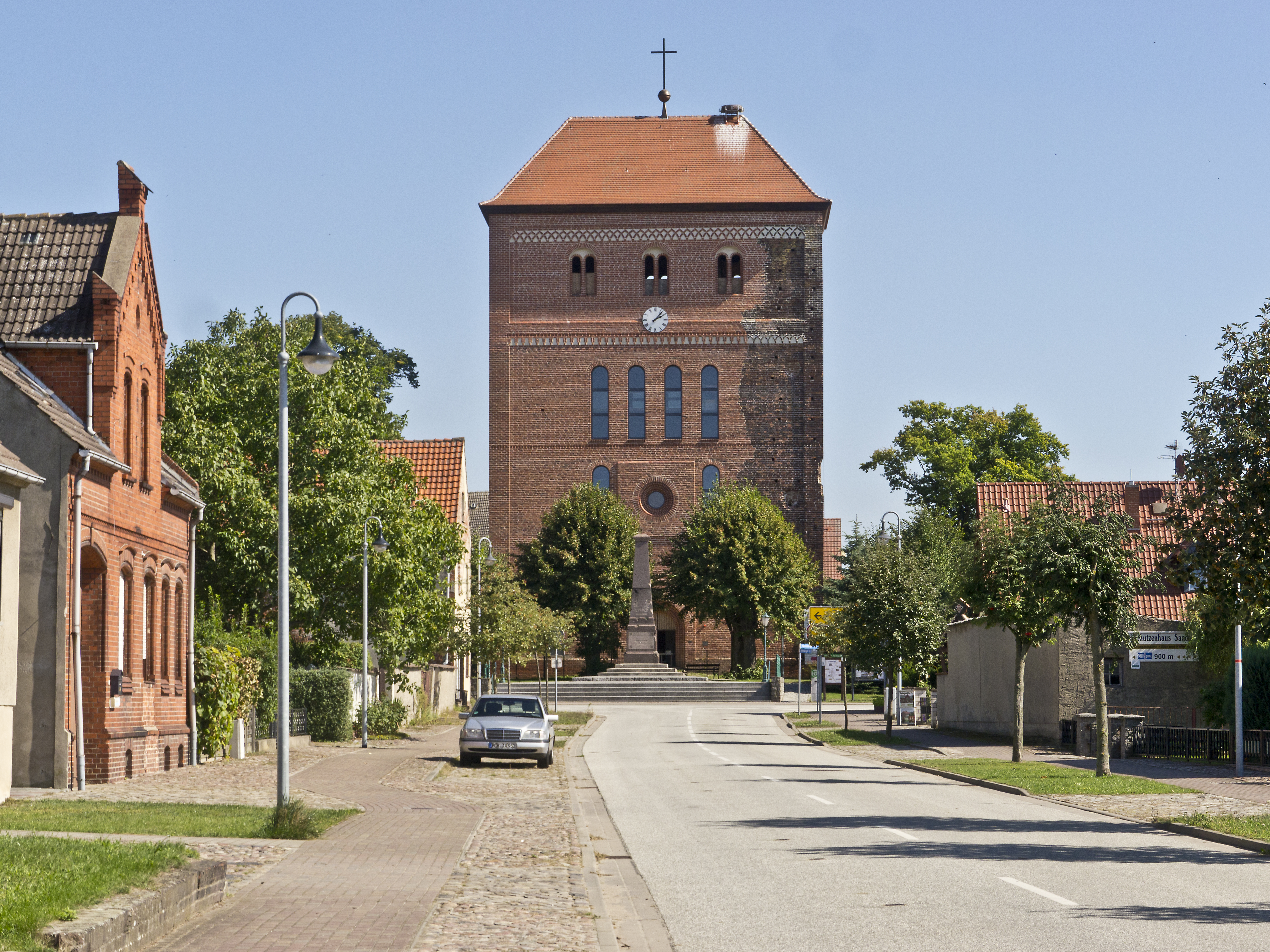
Der Kirchturm nach dem Wiederaufbau

Die Volkszählung in der Europäischen Union 2011 zeigte, dass von den 945 Einwohnern der Stadt Sandau (Elbe) rund 22 % der evangelischen und rund 3 % der katholischen Kirche angehörten.
Die evangelische Kirchengemeinde Sandau wird betreut vom Pfarrbereich Sandau im Kirchenkreis Stendal im Propstsprengel Stendal-Magdeburg der Evangelischen Kirche in Mitteldeutschland.
Eine evangelische Landeskirchliche Gemeinschaft hat ihren Sitz an der Triftstraße.
Die katholischen Christen gehören zur Pfarrei St. Elisabeth in Tangermünde im Dekanat Stendal im Bistum Magdeburg.

## Politik

### Stadtrat
Die  Kommunalwahl am 26. Mai 2019 führte zu folgendem Ergebnis:
| Partei / Liste | Stimmenanteil | Sitze |
| CDU            | 27,5 %        | 3     |
| Die Linke      | 08,2 %        | 1     |
| Wählergruppen  | 64,3 %        | 6     |

### Wappen

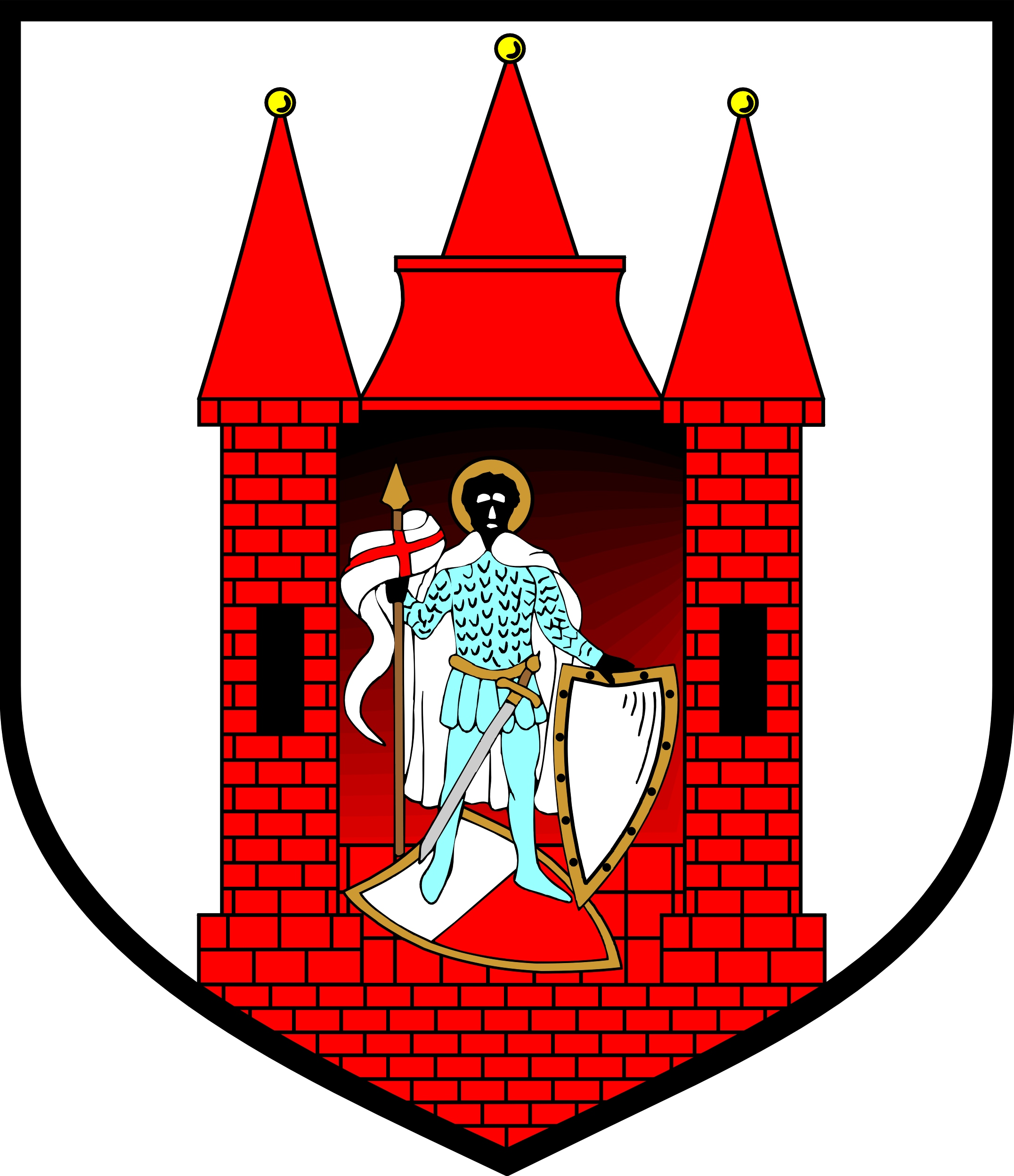
Altes Sandauer Wappen von 1979

Blasonierung: „In Gold eine schwarz gefugte, rote Burg, bestehend aus einer gezinnten Mauer und zwei Türmen mit beknauften Spitzdächern und je einer Fensteröffnung; die Türme verbunden durch ein abgeflachtes Dach mit aufgesetztem beknauften Kegel; darunter ein blau gekleideter heiliger Mauritius mit Brustharnisch und gegürtetem silbernen Schwert, in der Linken einen von Rot und Silber geteilten Schild, in der Rechten eine blaue Lanze mit silbernem, rot bekreuzten Fähnlein haltend.“
Das Wappen in seiner jetzt gültigen Form wurde 1996 im Zuge des Genehmigungsverfahrens vom Kommunalheraldiker Jörg Mantzsch gestaltet und dokumentiert.

### Flagge
Die Stadt Sandau (Elbe) hat eine rot-goldene (gelbe) Streifenflagge mit aufgelegtem Wappen.

## Kultur und Sehenswürdigkeiten

### Kirche St. Laurentius und St. Nikolaus

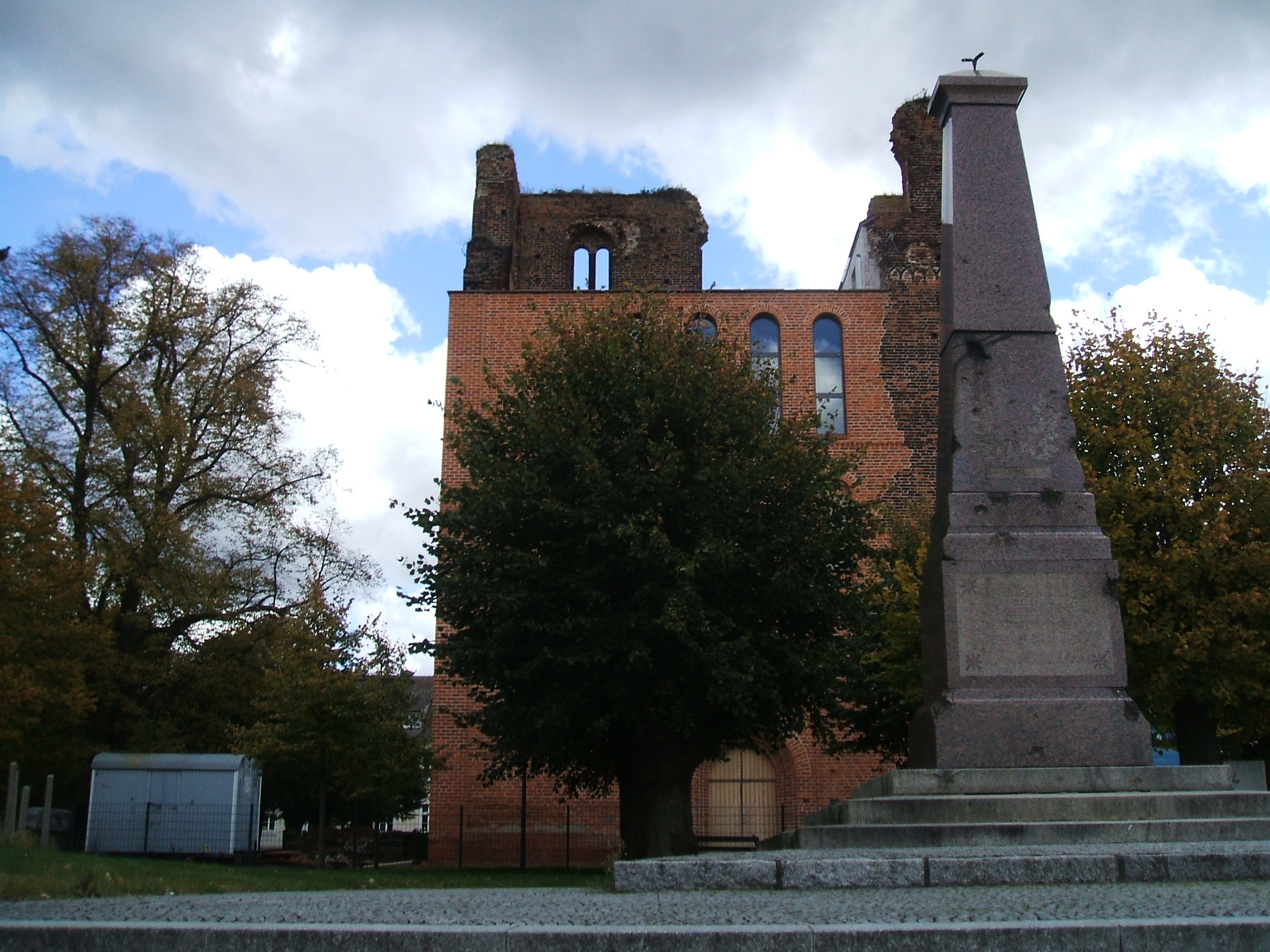
Kirche und Denkmal (Zustand 2007)

Die evangelische Kirche St. Nikolaus und St. Laurentius befindet sich auf dem höchsten Punkt der Stadt. Sie wurde um 1200 als wehrhafte dreischiffige Pfeilerbasilika in Backsteinbauweise errichtet. Der Breitturm hatte ein Walmdach. Die Kirche wurde 1695 bei einem großen Stadtbrand bis auf die Umfassungsmauern zerstört. 1858/59 wurden bei einer Restaurierung die barocken Innenumbauten wieder beseitigt. Im April 1945 wurde bei den Kampfhandlungen auch die Kirche St. Laurentius und St. Nikolaus fast zerstört, der Westturm stürzte ein. Das Kirchenschiff hat man in den 1950er und 1970er Jahren wiederhergestellt, der wuchtige Turm blieb Ruine. 2002 wurde sein Wiederaufbau begonnen: 2008 war er bis zum dritten Stockwerk wiederhergestellt, darüber war er noch Ruine; 2013 wurde er schließlich mit einem Dachreiter fertiggestellt.

### Schloss Sandau

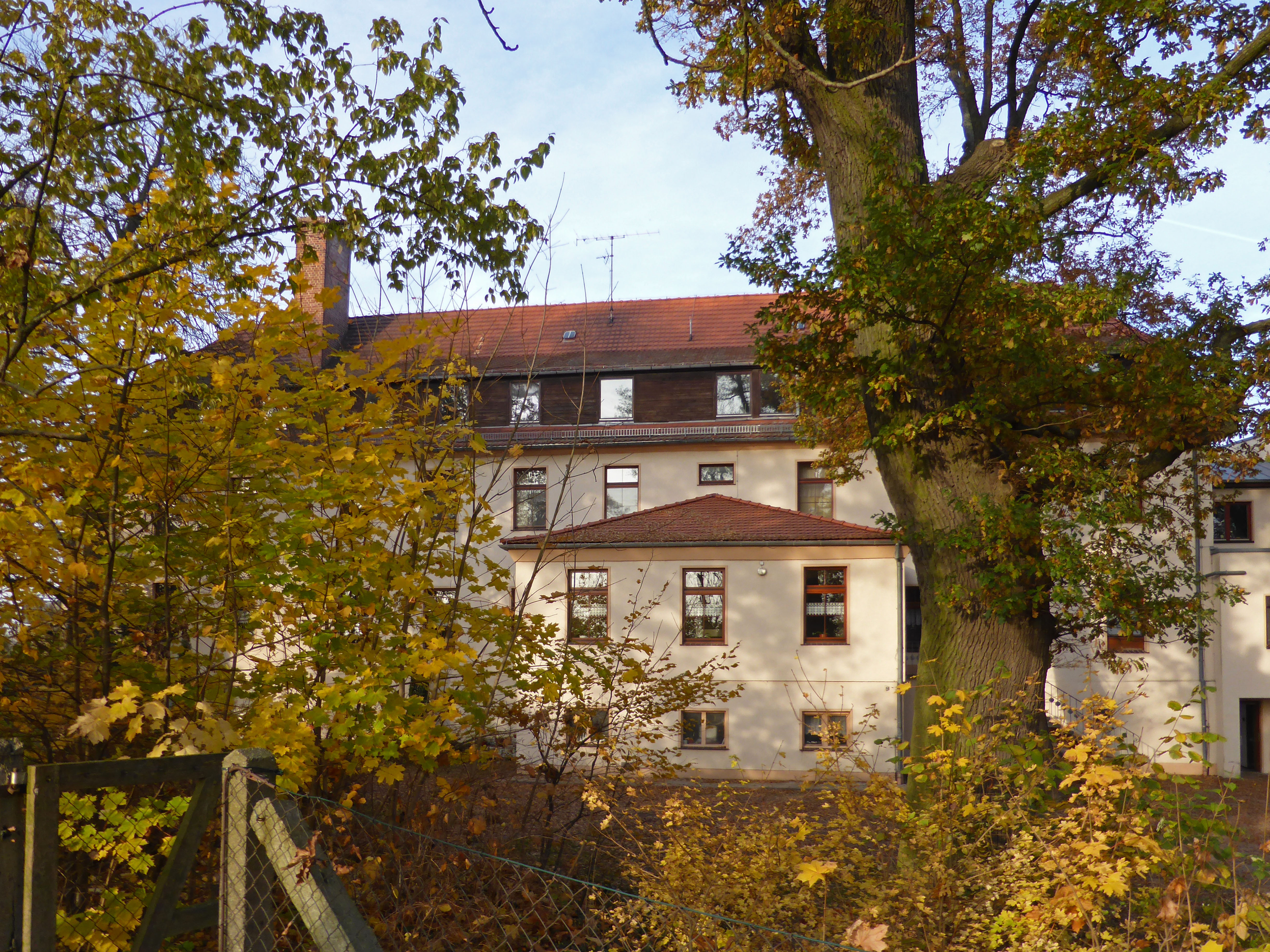
Schloss Sandau

In das auf das 14. Jahrhundert zurückgehende Schloss, einstmals Sommerresidenz der Bischöfe von Magdeburg, wurden 1945 drei Schwestern des Ordens „Von der Göttlichen Vorsehung“ mit Waisenkindern aus einem zerstörten Kinderheim aus Dülken im Rheinland evakuiert. Die Besitzerin, die Künstlerin Anna Rhomberg, versprach während eines Bombenangriffs, das Schloss der katholischen Kirche zu überlassen, falls sie diesen überleben sollte. 1947 wurde das Schloss der katholischen Kirche als Kinderheim übergeben, 1957 musste es auf Druck der DDR-Organe geschlossen werden. Danach wurde 1959 in dem Gebäude ein Altenpflegeheim eingerichtet, das noch heute als Caritas Altenpflegeheim St. Marien besteht und in Trägerschaft einer Caritas-Gesellschaft 58 Wohnplätze bietet. 1999 erfolgte die Grundsteinlegung für einen Erweiterungsbau, 2000 wurde er bezogen.  2001 folgte eine Sanierung des Altbaus. Im Schloss befindet sich eine katholische Kapelle, in der seitens der Pfarrei St. Elisabeth (Tangermünde) Gottesdienst gehalten wird.

### Denkmale

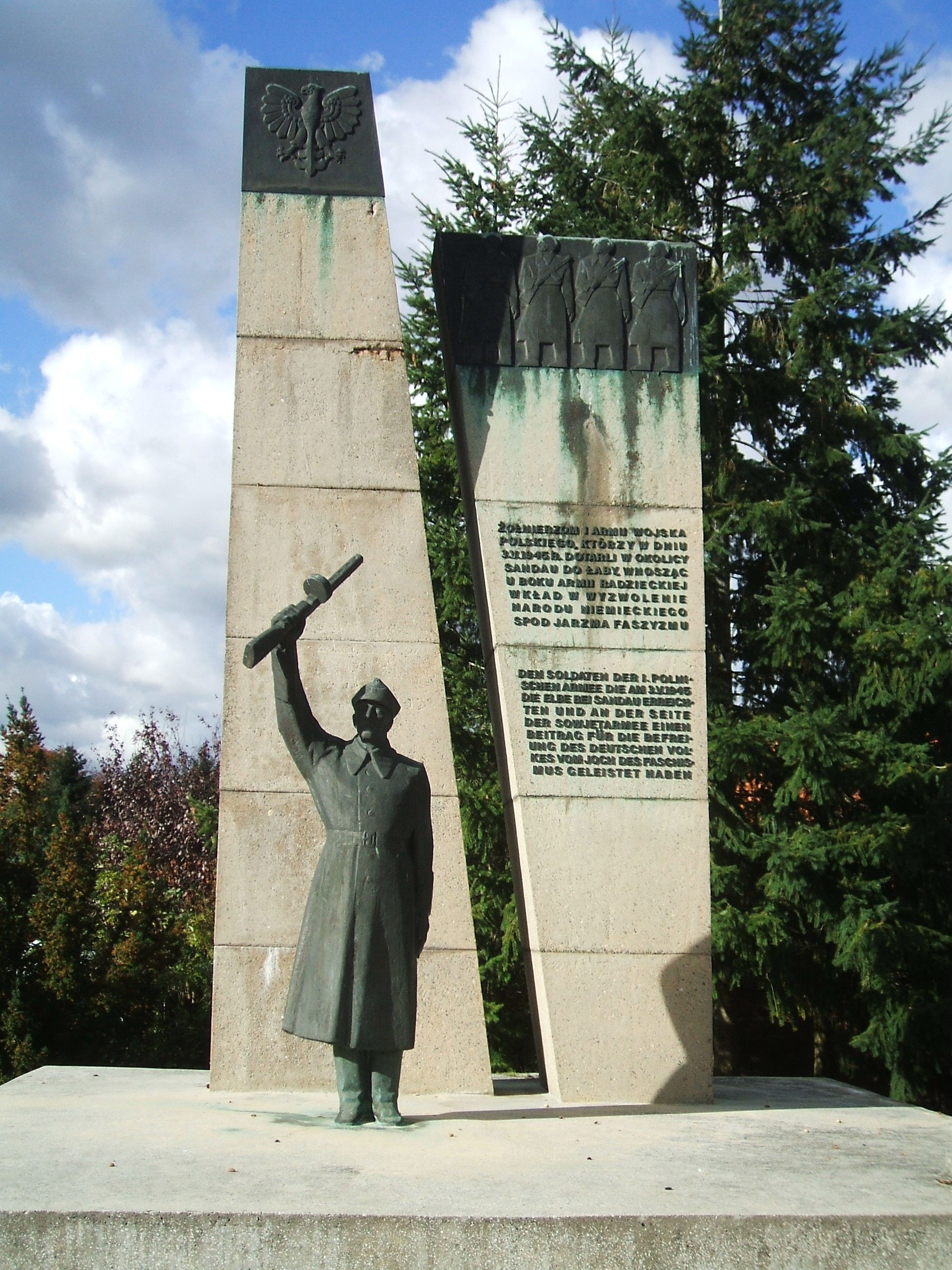
Denkmal für die 1. Polnische Armee

- Nördlich der Kirche steht ein Denkmal für die 1. Polnische Armee,[26] deren Soldaten vor Sandau gekämpft hatten. Sie erreichten am 4. Mai 1945 die Elbe südlich von Sandau.[27]
- Auf dem Friedhof gibt es eine Gräberstätte für die Opfer des Zweiten Weltkrieges.[28]

## Verkehr

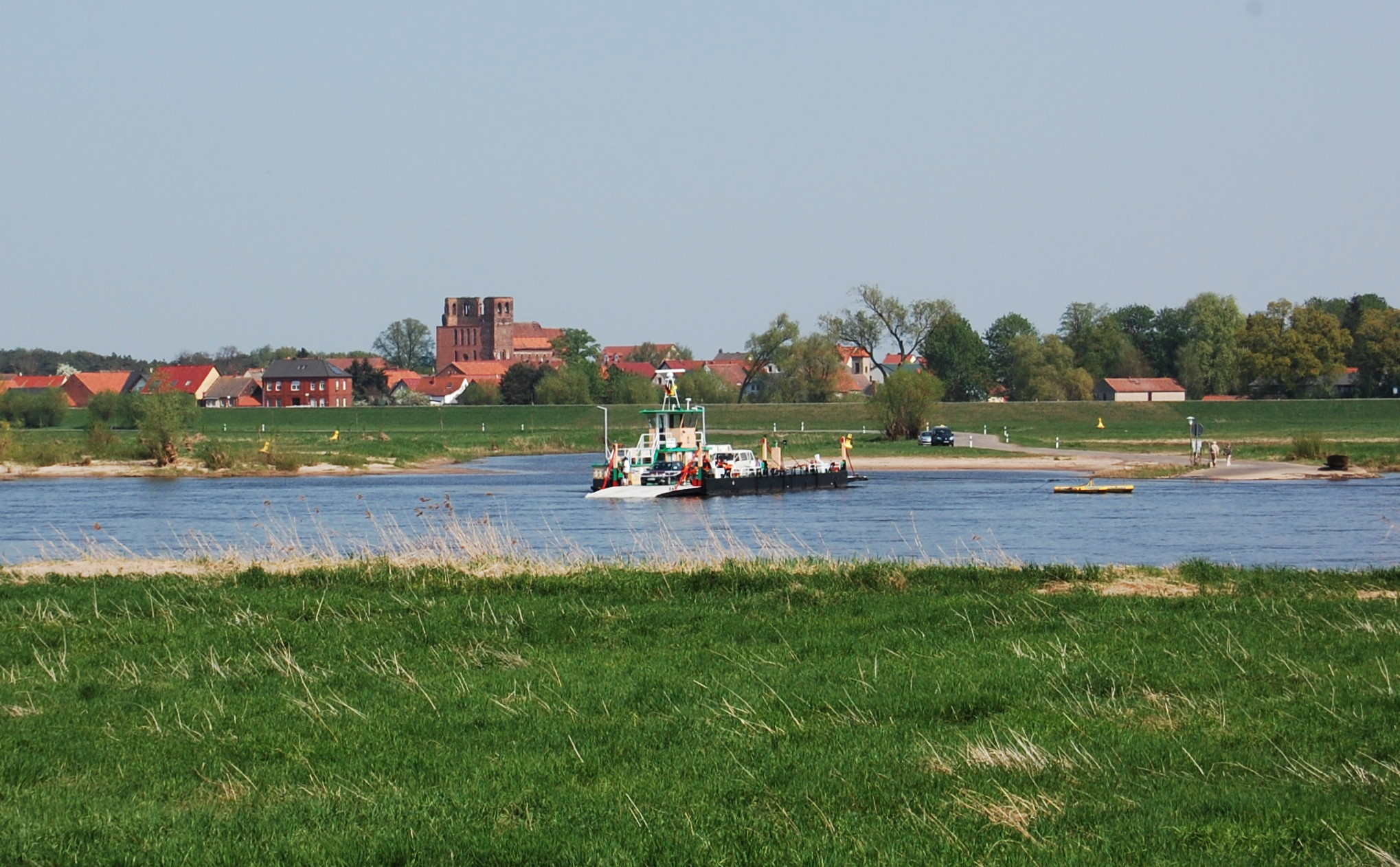
Blick auf Sandau mit Elbfähre (2011)

Die Bahnstrecke Schönhausen–Sandau wurde 1997 eingestellt. Die Trasse Richtung Süden ist heute Teil des Elberadweges.
Der öffentliche Personennahverkehr wird unter anderem durch den PlusBus des Bahn-Bus-Landesnetz Sachsen-Anhalt erbracht. Folgende Verbindung, betrieben von der Stendalbus, führt durch Sandau:
- Linie 900: Stendal/Tangermünde ↔ Fischbeck ↔ Schönhausen ↔ Sandau ↔ Havelberg ↔ Glöwen

Sandau liegt an der Straße der Romanik, die hier über die Bundesstraße 107 verläuft. Die Fähre Sandau führt im Zuge der Landesstraße 9 über die Elbe.

## Söhne und Töchter der Stadt
- Johannes Knipstro (1497–1556), lutherischer Theologe und Reformator
- Samuel Carsted (1716–1796), Theologe, Militärgeistlicher und Chronist
- Karl Wilhelm Friedrich von Schmettau (1734–1798), preußischer Generalleutnant
- Ludwig Franz Philipp Christian von Kleist (1748–1809), preußischer Oberst
- Samuel Christoph Wagener (1763–1845 in Potsdam), lutherischer Theologe und Schriftsteller
- Karl von Winning (1784–1849), preußischer Generalmajor
- Adolph von Koerber (1817–1895), Generallandschaftsdirektor und Politiker
- Hermann Jordan (1878–1922), evangelischer Geistlicher und Hochschullehrer an der Universität Erlangen
- Edmund Rhomberg (1875–1944), Diplomat
- Peter Hauptmann (* 1944), Physiker
- Chris Schulenburg (Politiker) (* 1980), Mitglied des Landtages